# إيرل بالمر (سائق سباق)
إيرل بالمر (بالإنجليزية: Earl Balmer)‏ هو سائق سباق أمريكي، ولد في 13 ديسمبر 1935 في Floyds Knobs, Indiana ‏ في الولايات المتحدة.

## وصلات خارجية
- إيرل بالمر على موقع Racing-Reference.info (الإنجليزية)